# Eidshaugane
Die Eidshaugane sind eine Gruppe von Bergen im ostantarktischen Königin-Maud-Land. Im Alexander-von-Humboldt-Gebirge des Wohlthatmassivs ragen sie 1,5 km nördlich des Eidsgavlen auf.
Entdeckt und fotografiert wurden sie bei der Deutschen Antarktischen Expedition 1938/39 unter der Leitung des Polarforschers Alfred Ritscher. Vermessungen und Luftaufnahmen der Dritten Norwegischen Antarktisexpedition (1956–1960) dienten ihrer Kartierung. Ihr norwegischer Name bedeutet so viel wie „Isthmushügel“